# Santos Degollado

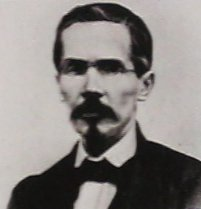
Santos Degollado

José Nemesio Francisco Degollado Sánchez (Guanajuato, Guanajuato, 30 de outubro de 1811 - Llanos de Salazar, Estado do México; 15 de junho de 1861), mais conhecido como Santos Degollado, foi um soldado e político mexicano que também se dedicou à geografia, filosofia, física, gramática, matemática, jurisprudência, história universal etiologia. Seu nome original era José Nemesio Francisco Degollado, mas devido à data em que foi batizado, adotou o nome de Santos. Foi deputado local, ministro do Supremo Tribunal de Justiça, governador de Michoacán e Jalisco, secretário do Interior e general em chefe do Exército Federal. Um dos generais incondicionais de Benito Juárez, durante a Guerra da Reforma.
Ele também é conhecido como seu apelido de Herói das Derrotas, porque ele tinha a capacidade de criar novos exércitos após suas derrotas.

## Começo
José Santos Degollado nasceu na cidade de Guanajuato em 30 de outubro de 1811, seus pais eram María Sánchez e Francisco Degollado, que por serem partidários do movimento insurgente durante a Independência do México sofreram o confisco de seus bens pelo governo do vice-rei espanhol. Quando ficou órfão aos 6 anos, mudou-se para a Cidade do México com o padre Mariano Garrido, que foi enviado para a cidade de San Diego Cocupao como Tenente de Cura, e o menino foi com ele. Em Cocupao Santos Degollado casou-se com Ignacia Castañeda Espinoza em 14 de outubro de 1828. Nesse mesmo ano mudou-se para Morelia, onde fixou residência e trabalhou em cartório e na fazenda da Catedral. Em 1835 ingressou na política sob a tutela de Melchor Ocampo.

## Carreira militar
Ele se juntou às forças federalistas ao lado de Gordiano Guzmán em 1839 para restabelecer o federalismo. Ele era considerado um excelente espadachim e cavaleiro. Foi Diretor de Estudos de Michoacán durante o governo Ocampo ( 1846-1848 ). Em 1854 juntou-se à Revolução de Ayutla.
Em 1855 , à frente de um corpo de exército, derrotou os santanistas em Puruándiro em 20 de abril, em La Piedad em maio, em Zapotlán em 20 de julho e em Guadalajara em 22 de agosto. Quando os liberais triunfaram , ele foi nomeado governador de Jalisco em 1857. Em 27 de março de 1858 , após a derrota sofrida em Salamanca, o presidente Benito Juárez o nomeou secretário de Guerra e general-em-chefe do Exército Federal; ele foi derrotado novamente por Miguel Miramón na Batalha de Atenquique, no sul de Jalisco. 
Em outubro conseguiu recapturar Guadalajara, mas em 26 de dezembro perdeu a Batalha de San Joaquín, perto de Colima, e retirou-se para Morelia. Em março de 1859, marchou sobre a Cidade do México para interferir nos planos de Miguel Miramón, que pretendia sitiar a praça do porto de Veracruz, onde residia o Governo de Juárez. Mas foi derrotado pelo general Leonardo Márquez no dia 11 de abril em Tacubaya, Santos Degollado conseguiu escapar, mas cinquenta e três de seus homens foram feitos prisioneiros e fuzilados; são conhecidos como os mártires de Tacubaya. Com surpreendente mobilidade, reapareceu em Colima, formou tropa, atravessou o país e se encontrou com Benito Juárez em Veracruz, onde participou da elaboração das Leis de Reforma. Mais uma vez em campanha, em setembro organizou um exército de seis mil homens em San Luis Potosí, mas chamado ao porto pelo presidente, assumiu a pasta de Relações e depois voltou para assumir o comando do quartel-general do exército.

## Carreira política
Em 27 de janeiro de 1860 , Degollado foi nomeado secretário de Relações Exteriores, substituindo Melchor Ocampo, como consequência dos ataques políticos que este último sofreu devido ao Tratado McLane-Ocampo. Degollado durou apenas dois meses no cargo, mas foram os mais difíceis para o governo de Veracruz, devido ao cerco do porto por Miguel Miramón e à ameaça de desembarque do mercenário Tomás Marín a serviço do lado conservador. Além disso, ele estava sob grande pressão da Grã-Bretanha para chegar a um acordo de paz com os conservadores. Degollado manifestou-se desesperadamente, no final de 1860para uma solução negociada para a guerra civil.
Lançou uma proposta de paz entre os liberais e os conservadores com a mediação da Inglaterra , semelhante à que poucos meses antes havia rejeitado com grande patriotismo. Com isso, Degollado ganhou o repúdio dos liberais e do próprio presidente Juárez. A partir daí começou o declínio de sua carreira política e ele mergulhou em uma depressão da qual não sairia.

## Morte
Em 1861 , ao saber do assassinato de Melchor Ocampo por alguns conservadores, saiu para vingar a memória do amigo. Ele foi emboscado nas planícies de Salazar, Monte de las Cruces em 15 de junho de 1861; uma bala o atingiu na cabeça e seus inimigos acabaram com ele no chão, na ponta de sabres e por fim uma lança de cavalgada, iria perfurar seu peito. Ele foi enterrado em Huixquilucan. Foi absolvido pelo Congresso da União das acusações feitas contra ele e declarado "Benemérito da Pátria" Seus restos mortais foram transferidos para a Rotunda de Pessoas Ilustres em 26 de novembro de 1936.